# Communauté de communes Côte Ouest Centre Manche
La communauté de communes Côte Ouest Centre Manche (COCM) est une communauté de communes française, située dans le département de Manche et la région Normandie.

## Historique

Ancien logo avant 2025

En application de la loi NoTRe, le schéma départemental de la commission départementale de coopération intercommunale (CDCI) compose des intercommunalités devant dépasser le seuil de 15 000 habitants. Le premier schéma prévoyait de regrouper tout l'arrondissement de Coutances. Un amendement porté en mars 2016 par Périers, Lessay et La Haye permet de diviser en deux le territoire pour créer une fusion de trois communautés de communes.
Lors du recueil des avis, seule la commune de Saint-Nicolas-de-Pierrepont vota contre ce nouveaux schéma.
La communauté de communes est créée le 1er janvier 2017 par arrêté du 3 octobre 2016. Elle regroupe les communautés de communes de Sèves et Taute, du canton de Lessay et  de La Haye-du-Puits.
La commune d'Anneville-sur-Mer quitte l'intercommunalité au 1er janvier 2019 lors de sa fusion dans la commune nouvelle de Gouville-sur-Mer rattachée à la communauté de communes Coutances Mer et Bocage.

## Territoire communautaire

### Géographie
Située dans le centre-ouest du département de la Manche, la communauté de communes Côte Ouest Centre Manche regroupe 30 communes et s'étend sur 483,6 km2.

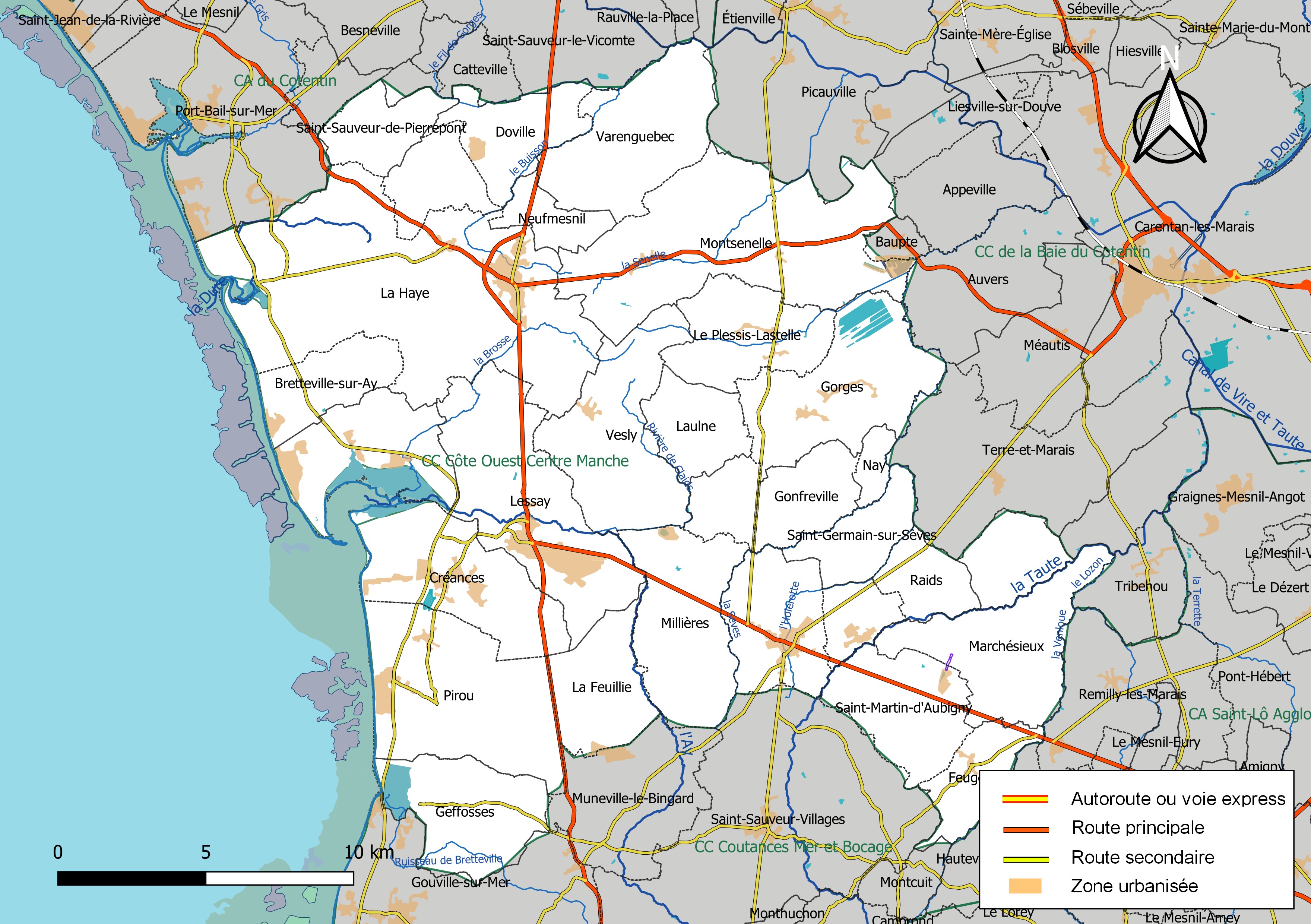
Carte de la communauté de communes Côte Ouest Centre Manche au 1er janvier 2019.

### Composition
La communauté de communes est composée des 30 communes suivantes :

| Nom                         | Code Insee | Gentilé                    | Superficie (km2) | Population (dernière pop. légale) | Densité (hab./km2) |
| --------------------------- | ---------- | -------------------------- | ---------------- | --------------------------------- | ------------------ |
| La Haye (siège)             | 50236      | Haytillons                 | 63,81            | 3 986 (2022)                      | 62                 |
| Auxais                      | 50024      | Auxerons                   | 7,76             | 173 (2022)                        | 22                 |
| Bretteville-sur-Ay          | 50078      | Agéens                     | 9,75             | 436 (2022)                        | 45                 |
| Créances                    | 50151      | Créançais                  | 20,32            | 2 079 (2022)                      | 102                |
| Doville                     | 50166      | Dovillais                  | 11,09            | 326 (2022)                        | 29                 |
| Feugères                    | 50181      | Feugériais                 | 8,31             | 353 (2022)                        | 42                 |
| La Feuillie                 | 50182      | Feuillois                  | 12,46            | 299 (2022)                        | 24                 |
| Geffosses                   | 50198      | Geffossais                 | 15,07            | 498 (2022)                        | 33                 |
| Gonfreville                 | 50208      | Gonfrevillais              | 9,04             | 162 (2022)                        | 18                 |
| Gorges                      | 50210      | Gorgion                    | 22,67            | 347 (2022)                        | 15                 |
| Laulne                      | 50265      | Laulnerons                 | 9,06             | 185 (2022)                        | 20                 |
| Lessay                      | 50267      | Lessayais                  | 28,95            | 2 255 (2022)                      | 78                 |
| Marchésieux                 | 50289      | Marchuais                  | 19,89            | 684 (2022)                        | 34                 |
| Millières                   | 50328      | Millièriens                | 20,27            | 760 (2022)                        | 37                 |
| Montsenelle                 | 50273      |                            | 43,08            | 1 438 (2022)                      | 33                 |
| Nay                         | 50368      | Nayons                     | 2,51             | 68 (2022)                         | 27                 |
| Neufmesnil                  | 50372      | Neufmesnilois              | 5,33             | 174 (2022)                        | 33                 |
| Périers                     | 50394      | Prisiais                   | 14,62            | 2 355 (2022)                      | 161                |
| Pirou                       | 50403      | Pirouais                   | 29,11            | 1 486 (2022)                      | 51                 |
| Le Plessis-Lastelle         | 50405      | Plessirions                | 14,99            | 238 (2022)                        | 16                 |
| Raids                       | 50422      | Raitons                    | 6,8              | 208 (2022)                        | 31                 |
| Saint-Germain-sur-Ay        | 50481      | Saint-Germinais            | 14,52            | 920 (2022)                        | 63                 |
| Saint-Germain-sur-Sèves     | 50482      | Saint-Germinots            | 8,19             | 174 (2022)                        | 21                 |
| Saint-Martin-d'Aubigny      | 50510      | Aubignais                  | 15,16            | 606 (2022)                        | 40                 |
| Saint-Nicolas-de-Pierrepont | 50528      | Saint-Nicolasais           | 8,13             | 299 (2022)                        | 37                 |
| Saint-Patrice-de-Claids     | 50533      |                            | 5,58             | 177 (2022)                        | 32                 |
| Saint-Sauveur-de-Pierrepont | 50548      | Pierrepontais              | 8,18             | 122 (2022)                        | 15                 |
| Saint-Sébastien-de-Raids    | 50552      | Sebastiénots               | 5,27             | 325 (2022)                        | 62                 |
| Varenguebec                 | 50617      | Varenguebecquais           | 21,19            | 329 (2022)                        | 16                 |
| Vesly                       | 50629      | Veslionnais ou Veslissiens | 22,48            | 732 (2022)                        | 33                 |

## Démographie
| 1968   | 1975   | 1982   | 1990   | 1999   | 2010   | 2015   | 2021   |
| ------ | ------ | ------ | ------ | ------ | ------ | ------ | ------ |
| 21 328 | 20 374 | 20 111 | 20 476 | 21 040 | 22 360 | 22 169 | 22 107 |

## Administration

### Conseil communautaire
| Nombre de délégués | Communes |
| ------------------ | --- |
| 9                  | La Haye |
| 5                  | Périers, Lessay, Créances |
| 4                  | Pirou, Montsenelle |
| 2                  | Saint-Germain-sur-Ay, Millières, Marchésieux, Vesly, Saint-Martin-d'Aubigny |
| 1                  | Geffosses, Bretteville-sur-Ay, Feugères, Gorges, Saint-Sébastien-de-Raids, Varenguebec, Doville, La Feuillie, Saint-Nicolas-de-Pierrepont, Le Plessis-Lastelle, Anneville-sur-Mer, Saint-Germain-sur-Sèves, Neufmesnil, Raids, Auxais, Saint-Patrice-de-Claids, Gonfreville, Laulne, Saint-Sauveur-de-Pierrepont, Nay |

À l’issue du renouvellement des conseils municipaux en 2020, la répartition n'a pas été revue conservant ses 61 sièges

### Présidence
La communauté de communes est actuellement présidée par Henri Lemoigne.
| Période      | Période  | Identité       | Étiquette | Qualité           |
| ------------ | -------- | -------------- | --------- | ----------------- |
| janvier 2017 | En cours | Henri Lemoigne | SE        | Maire de Créances |

L'élection du premier président a eu une issue plutôt surprenante puisqu'il a fallu attendre le troisième tour de scrutin pour attribuer le poste :
- au deuxième tour, Thierry Louis, maire de Saint-Germain-sur-Ay, totalise 31 voix contre 30 pour Henri Lemoigne ; la majorité absolue n'est pas atteint puisqu'une voix est allé à un troisième candidat
- au troisième et dernier tour, les deux candidats obtiennent 31 vois soit une égalité parfaite : selon le Code général des Collectivités Territoriales, c'est le candidat le plus âgé qui est élu.